# Зубков Борис Федорович
Борис Федорович Зубков (23 жовтня 1937, село Трофимовка Куйбишевської області, тепер Безсоновського району Пензенської області, Російська Федерація — 15 вересня 2007, місто Пенза, Російська Федерація) — радянський державний діяч, 1-й секретар Пензенського обласного комітету КПРС, голова Пензенської обласної ради народних депутатів. Член ЦК КПРС у 1990—1991 роках. Народний депутат Російської РФСР (1990—1993). 

## Життєпис
У 1961 році закінчив Пензенський інженерно-будівельний інститут.
У 1961—1963 роках — асистент кафедри будівельних матеріалів Пензенського інженерно-будівельного інституту.
Член КПРС з 1963 року.
У 1963 — грудні 1964 року — 1-й секретар Пензенського промислового обласного комітету ВЛКСМ.
У грудні 1964 — 1973 року — 1-й секретар Пензенського обласного комітету ВЛКСМ.
У 1973—1979 роках — 1-й секретар Ленінського районного комітету КПРС міста Пензи.
У 1974 році закінчив Заочну Вищу партійну школу при ЦК КПРС.
У 1979 — 12 жовтня 1989 року — секретар Пензенського обласного комітету КПРС.
12 жовтня 1989 — 29 березня 1990 року — 2-й секретар Пензенського обласного комітету КПРС.
29 березня 1990 — 23 серпня 1991 року — 1-й секретар Пензенського обласного комітету КПРС.
Одночасно в квітні 1990 — вересні 1991 року — голова Пензенської обласної ради народних депутатів.
З 1990 по 1993 рік — народний депутат Російської Федерації, входив до складу франції «Комуністи Росії».
З 1993 року — заступник начальника Пензенського територіально-будівельного управління «Пензабуд» з виробництва.
Член КПРФ з 1993 року.
У 1994—2007 роках — 1-й секретар Пензенського обласного комітету КПРФ. Депутат Законодавчих зборів Пензенської області 2-го скликання (1997—2002) від КПРФ.
Помер 15 вересня 2007 року в місті Пензі. Похований на алеї слави Новозахідного цвинтаря міста Пензи.

## Нагороди і звання
- два ордени «Знак Пошани»
- медалі
- Почесний громадянин Пензенської області (19.11.2021, посмертно)